# Pandemonium Point
Der Pandemonium Point (von englisch pandemonium ‚Höllenlärm‘) ist eine Landspitze an der Südküste von Signy Island im Archipel der Südlichen Orkneyinseln. Sie markiert die östliche Begrenzung der Einfahrt zur Bedlam Cove sowie das südliche Ende eines eisfreien Grates, der den südlichen Ausläufer der Insel bildet.
Der Falkland Islands Dependencies Survey nahm 1947 Vermessungen und die Benennung vor. Namensgebend ist die innervierende Geräuschkulisse, die von der Pinguinkolonie unmittelbar nördlich dieser Landspitze ausgeht.